# Fermentação entérica

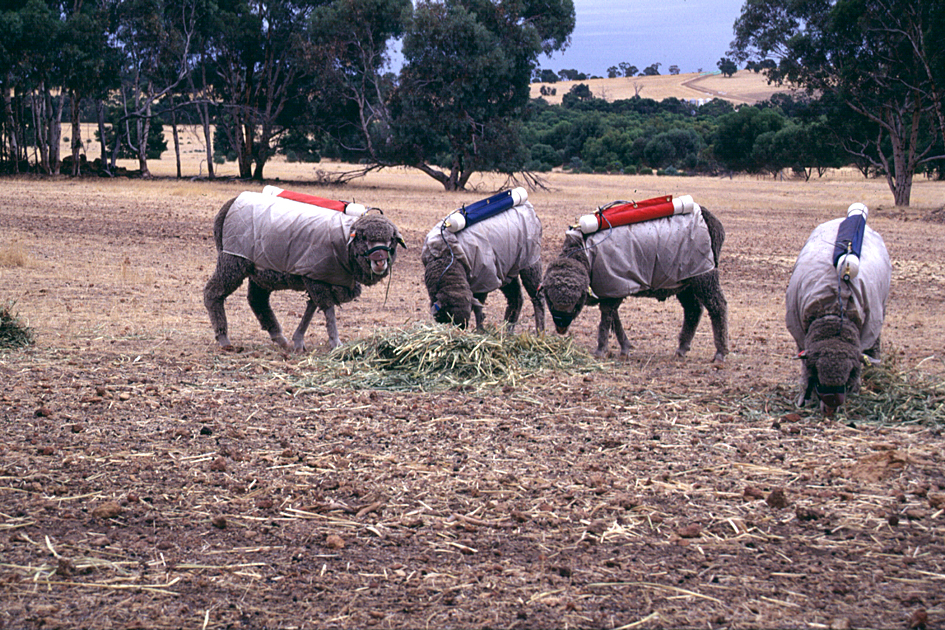
Experimento na Austrália para capturar metano exalado de ovelhas

A fermentação entérica é um processo digestivo pelo qual os carboidratos são decompostos por microrganismos em moléculas simples para absorção na corrente sanguínea de um animal. A FAO estimou que o gado ruminante contribui com cerca de 34,5% do total de emissões antropogênicas de metano.

## Ruminantes
Os animais ruminantes são aqueles que têm rúmen. O rúmen é um estômago com várias câmaras encontrado quase que exclusivamente em alguns mamíferos artiodátilos, como gado, ovelhas e veados, permitindo que eles comam plantas e grãos resistentes enriquecidos com celulose que os animais monogástricos (ou seja, com “estômago de câmara única”), como humanos, cães e gatos, não conseguem digerir. Embora se considere que os camelos sejam ruminantes, eles não são ruminantes verdadeiros.
A fermentação entérica ocorre quando o metano (CH₄) é produzido no rúmen à medida que ocorre a fermentação microbiana. Mais de 200 espécies de microrganismos estão presentes no rúmen, embora apenas cerca de 10% delas desempenhem um papel importante na digestão. A maior parte do subproduto CH₄ é expelida pelo animal. No entanto, uma pequena porcentagem de CH₄ também é produzida no intestino grosso e eliminada como flatulência.
As emissões de metano são uma contribuição importante para as emissões globais de gases de efeito estufa. O IPCC relata que o metano é mais de vinte vezes mais eficaz do que o CO₂ para reter o calor na atmosfera, embora observe que ele é produzido em quantidades substancialmente menores. O metano também representa uma perda significativa de energia para o animal, variando de 2 a 12% da ingestão bruta de energia. Portanto, é desejável diminuir a produção de CH₄ entérico dos ruminantes sem alterar a produção animal, tanto como estratégia para reduzir as emissões globais de gases de efeito estufa quanto como meio de melhorar a eficiência da conversão alimentar. Na Austrália, os ruminantes são responsáveis por mais da metade da contribuição do metano para os gases de efeito estufa.
Entretanto, na Austrália, há espécies de ruminantes como os cangurus que conseguem produzir 80% menos metano do que as vacas. Isso ocorre porque a microbiota intestinal dos macropodídeos, o rúmen e outras partes de seu sistema digestivo, é dominada por bactérias da família Succinivibrionaceae. Essas bactérias são capazes de produzir succinato como produto final da degradação da lignocelulose, produzindo pequenas quantidades de metano como produto final. Sua rota metabólica especial permite que ela utilize outros aceptores de prótons, evitando a formação de metano.

## Gerenciamento experimental
A fermentação entérica foi a segunda maior fonte antropogênica de emissões de metano nos Estados Unidos de 2000 a 2009. Em 2007, as emissões de metano da fermentação entérica foram 2,3% dos gases de efeito estufa líquidos produzidos nos Estados Unidos, com 139 teragramas de equivalentes de dióxido de carbono (Tg CO₂) de uma emissão líquida total de 6087,5 Tg CO₂. 5 Tg CO₂. Por esse motivo, os cientistas acreditam que, com o auxílio da engenharia microbiana, o uso de microbioma para modificar processos naturais ou antropogênicos, poderíamos alterar a composição da microbiota do rúmen de grandes produtores de metano, emulando a microbiota do Macropodidae.
Estudos recentes afirmam que essa técnica é possível de ser realizada. Em um desses estudos, os cientistas analisam as alterações da microbiota humana por meio de diferentes mudanças alimentares. Em outro estudo, os pesquisadores introduziram uma microbiota humana em camundongos gnotobióticos [en] a fim de comparar as diferentes alterações para desenvolver novas maneiras de manipular as propriedades da microbiota para prevenir ou tratar várias doenças.
Outra abordagem para gerenciar as emissões de metano provenientes da fermentação entérica envolve o uso de aditivos e suplementos alimentares na ração do gado. Por exemplo, a Asparagopsis taxiformis (também conhecida como alga vermelha) é uma espécie de alga que, quando fornecida ao gado, demonstrou reduzir substancialmente suas emissões de metano. Um segundo exemplo que demonstrou reduzir significativamente as emissões de metano do gado envolve o uso do composto 3-nitroxipropanol [en] (3-NOP), que inibe a etapa final da síntese de metano por microrganismos no rúmen. Alguns desses métodos já foram aprovados para uso pelos fazendeiros, enquanto outros continuam a ser avaliados quanto à segurança, eficácia e outras questões.